# Rizalit

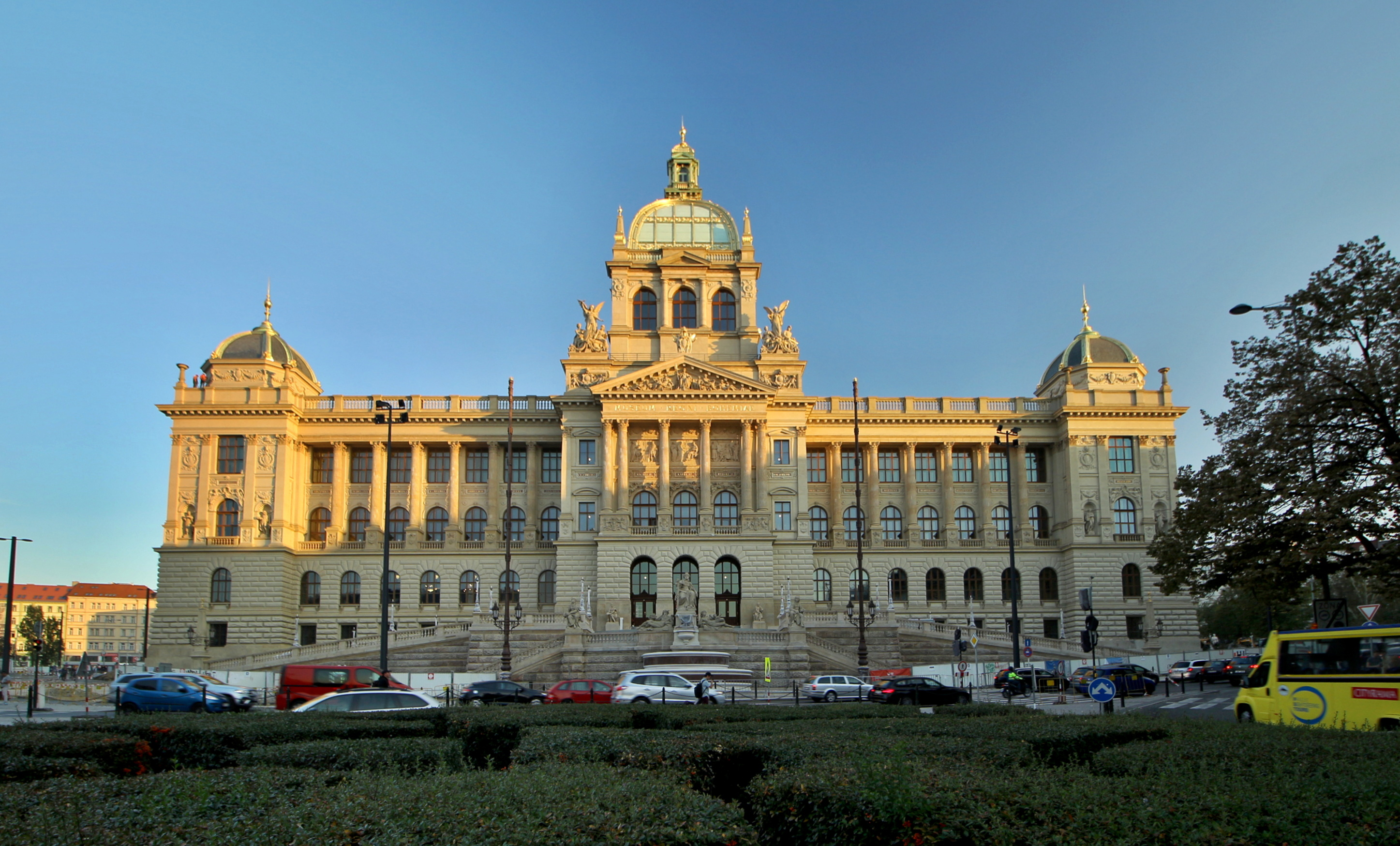
Národní muzeum v Praze s trojicí rizalitů – jedním středovým a dvěma rohovými

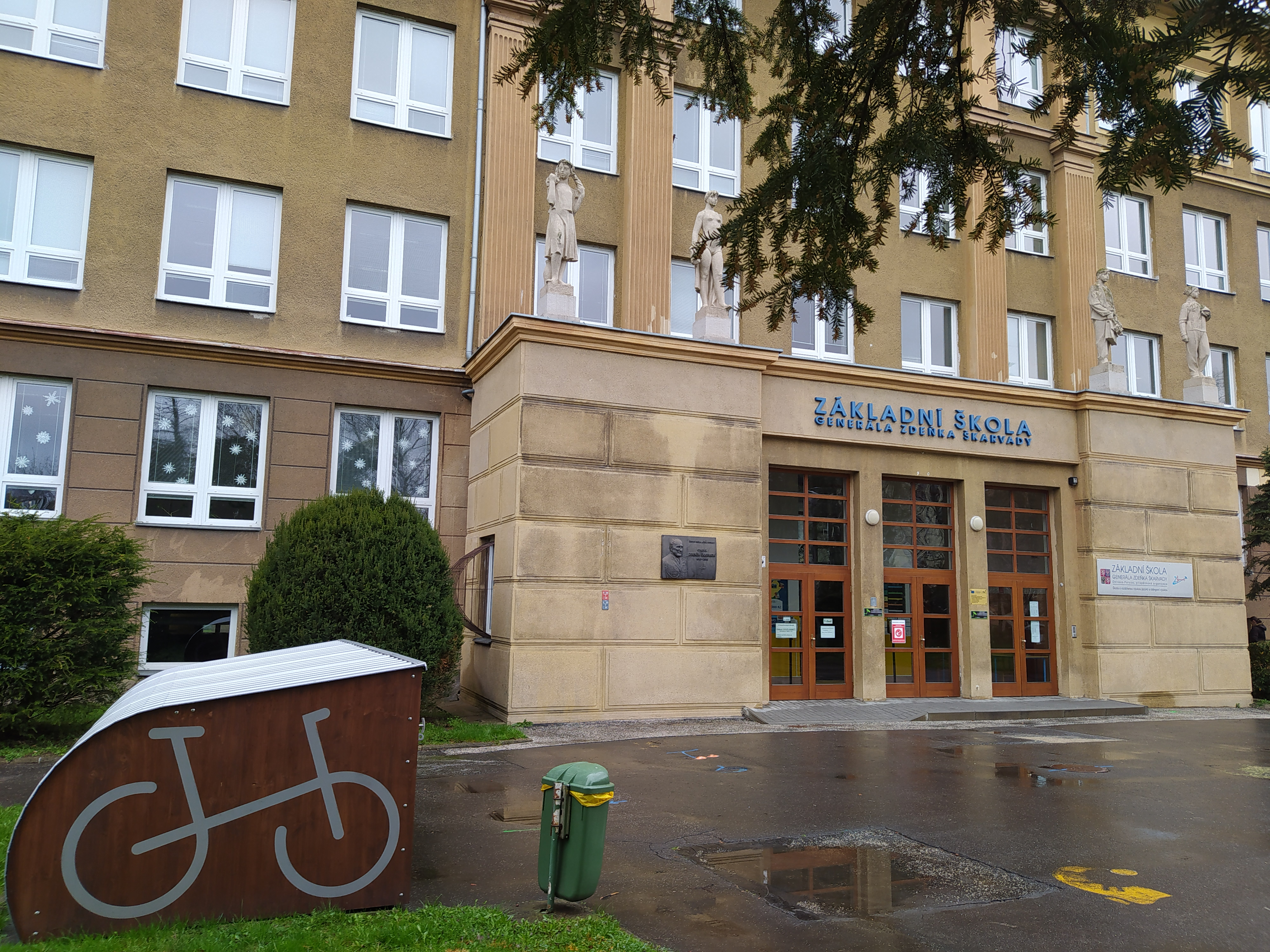
Základní škola Zdeňka Škarvady v Ostravě-Porubě s rizalitem z období socialistického realismu

Rizalit (též risalit, z italského risalto – výstupek) je označení pro středovou nebo postranní část průčelí stavby, která z jeho líce vystupuje po celé výšce, a to až o hloubku jedné okenní osy.

## Popis

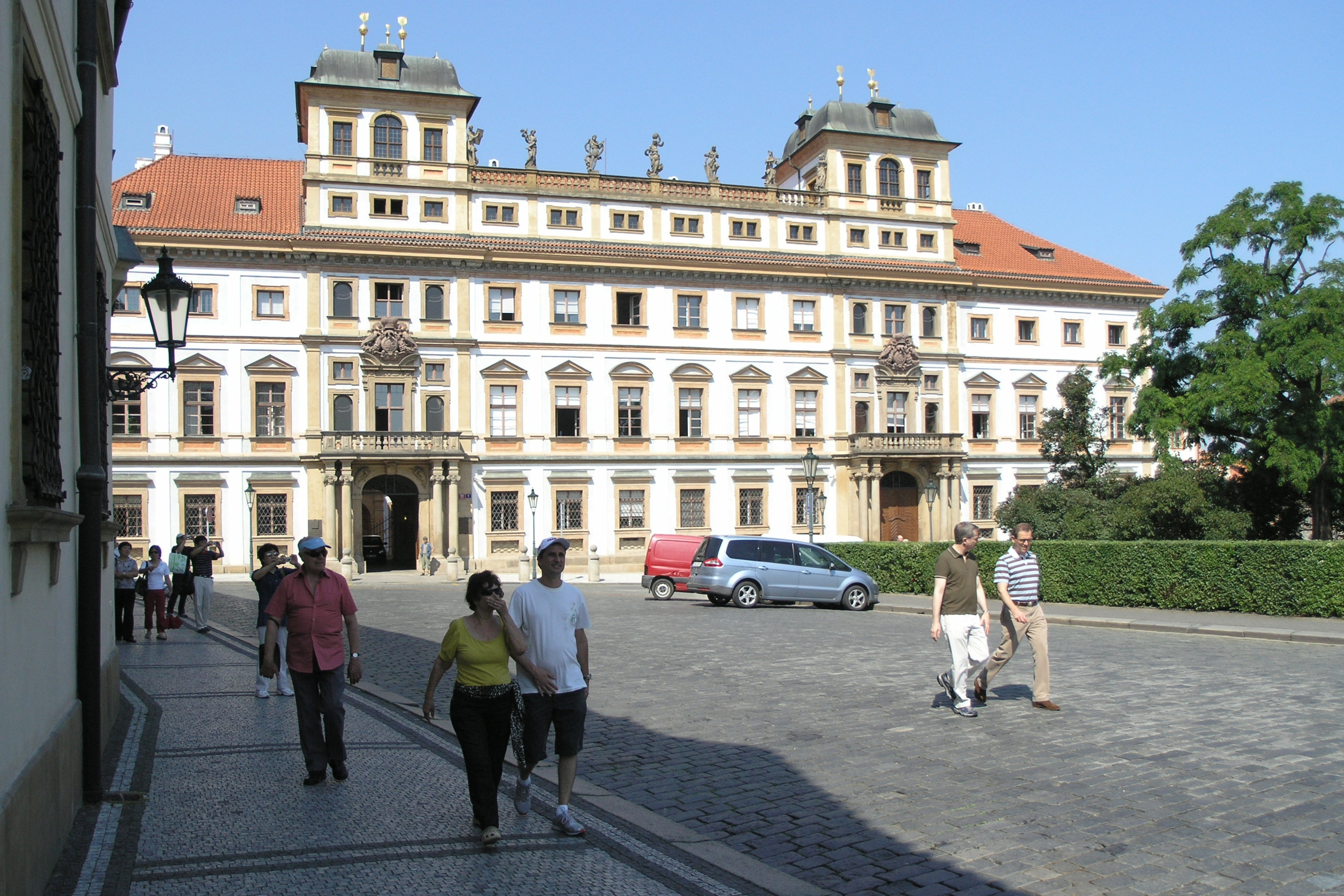
Toskánský palác v Praze se dvěma naznačenými rizality s pavilónovou nástavbou

Hloubka rizalitu může být zcela nepatrná, například pouze naznačená výstupkem v omítce. V takovém případě se někdy používá termín pseudorizalit, který však není příliš rozšířený. Naopak pokud mají boční stěny vystupující části budovy dvě a více okenních os, jedná se již o samostatné křídlo budovy. Rizalit zpravidla zdůrazňuje střed nebo kraje budovy a bývá často bohatěji členěn ozdobnými architektonickými prvky. Často zde bývá hlavní portál, balkon, terasa. Rizalit může být také vyšší než ostatní části budovy. V baroku často přecházel do pavilonovité nástavby po způsobu belvederu. Může být též opatřen frontonem nebo samostatně tvarovanou střechou, například mansardovou. Výjimečně však může být rizalit i o něco nižší než zbytek budovy.
Častá je i kombinace trojice rizalitů (např. u Národního muzea v Praze). Rizalit je většinou obdélný, může však být i polygonální nebo půlválcový či podkovovitý. Pak jej nazýváme cylindrický rizalit.